# Валле-Агрикола
Валле-Агрикола (итал. Valle Agricola) — коммуна в Италии, располагается в регионе Кампания, в провинции Казерта.
Население составляет 1112 человек (2008 г.), плотность населения составляет 46 чел./км². Занимает площадь 24 км². Почтовый индекс — 81010. Телефонный код — 0823.
Традиционной религией в Валле-Агриколе, как и во всей Италии, является христианство, местные католики почитают святого Роха, святого Себастьяна, празднование 20 января, и св. Никандра.

## Демография
Динамика населения:

## Администрация коммуны
- Официальный сайт: https://web.archive.org/web/20161110045550/http://valleagricola.asmenet.it//